# Touch Too Much
Touch Too Much ist ein Rocksong der australischen Band AC/DC und die dritte und letzte Single aus dem Album Highway to Hell. Er wurde im Dezember 1979 in den USA und im Januar 1980 im Vereinigten Königreich veröffentlicht und war zugleich die letzte Single mit Bon Scott als Sänger.

## Entstehung und Inhalt
Der Song wurde von Angus Young, Malcolm Young und Bon Scott geschrieben und von Robert „Mutt“ Lange produziert. Die Aufnahmen fanden vom Dezember 1978 bis Mai 1979 statt. Das Lied ist ein Midtempo-Hard-Rock-Song mit melodischem und zugänglich gehaltenen Refrain. Der Songtext handelt von einer Nacht des Protagonisten mit einer erfahrenen und schönen Frau, während der dieser jedoch innerlich überfordert ist und ihm so alles „too much“ erscheint.

## Musikvideo
Das offizielle Musikvideo wurde bei YouTube über 74 Millionen Mal abgerufen (Stand: Januar 2025).

## Veröffentlichung und Rezeption
Touch Too Much wurde im Dezember 1979 als dritte und letzte Single aus dem Album Highway to Hell ausgekoppelt, auf dem es am 27. Juli des Jahres zuerst erschienen war. Der selten live gespielte Song gilt als Klassiker und Hit von AC/DC. Die Single erreichte in Deutschland Rang 13 der Singlecharts und platzierte sich 24 Wochen in den Charts. AC/DC erreichte hiermit zum zweiten Mal nach Highway to Hell die deutschen Singlecharts. Bis heute konnte sich keine Single von AC/DC besser in Deutschland platzieren und bis zur Veröffentlichung von Thunderstruck (32 Wochen) konnte sich auch keine Single länger platzieren. Im Vereinigten Königreich erreichte Touch Too Much in neun Chartwochen mit Rang 29 seine höchste Chartnotierung. Hier ist es nach Rock ‘n’ Roll Damnation und Highway to Hell der dritte Charterfolg der Band.
Bevor er mit AC/DC auf die Rock or Bust World Tour ging, sagte Axl Rose, dass Touch Too Much sein Lieblingssong der Band sei. Erstmals wurde er auf der Tour am 22. Mai 2016 in Prag aufgeführt, davor zuletzt live im Dezember 1979. Der Song wurde zudem beim vorletzten Auftritt von Bon Scott mit der Band am 7. Februar 1980 aufgeführt, als Playback in der britischen Fernsehsendung Top of the Pops.